# Decapentasillabo
Il decapentasillabo (in greco δεκαπεντασύλλαβος?, dekapentasýllavos) o verso politico (in greco πολιτικός στίχος?, politikós stíchos) è un verso giambico formato da quindici sillabe, impiegato principalmente nella poesia epica greca di epoca bizantina.
È costituito da due emistichi: un settenario sdrucciolo (o anche un novenario tronco) e un settenario piano.
Questo tipo di verso è usato nelle Mantinades cretesi (costituite da distici in rima) e nel poema epico romantico Erotokritos del poeta veneziano-cretese Vikentios Kornaros.